# 齊藤芳久
齊藤 芳久（さいとう よしひさ、1950年（昭和25年）5月10日 - ）は、日本の政治家。埼玉県鶴ヶ島市長（2期）。元鶴ヶ島市議会議員（3期）。

## 来歴
埼玉県川越市に生まれる。鶴ヶ島市立鶴ヶ島第二小学校、鶴ヶ島市立鶴ヶ島中学校、職業訓練大学校付属訓練所卒業。
1988年（昭和63年）鶴ヶ島市立杉下小学校PTA会長就任。
2007年（平成19年）4月、鶴ヶ島市議会議員に初当選。2015年（平成27年）5月から2017年（平成29年）5月まで市議会議長を務めた。
2017年（平成29年）10月15日公示の鶴ヶ島市長選挙で無投票により初当選した。11月5日、市長就任。
2021年（令和3年）10月10日公示の鶴ヶ島市長選挙で無投票により再選した。